# 富山県道33号金山谷田方町線
富山県道33号金山谷田方町線（とやまけんどう33ごう かなやまだにたかたまちせん）は、富山県魚津市を通る県道（主要地方道）である。

## 概要
魚津市街地と松倉谷を結ぶメインルートで、かつての松倉鉱山道を利用している。ただし新角川地内には歩行者・自転車専用道路扱いの部分がある。
魚津市と早月川上流を結ぶ『魚津鹿熊上市線』という名称だったが、1993年（平成5年）4月1日に金山谷よりも山側のルートを富山県道67号宇奈月大沢野線として認定し、現在の名称になった。

### 路線データ
- 起点：富山県魚津市金山谷（富山県道67号宇奈月大沢野線交点）
- 終点：富山県魚津市新宿（富山県道332号大海寺新本町線交点）

## 歴史
- 1890年（明治23年） - 湯上 - 鹿熊間（全長27町13間3尺、幅員9尺）が村費支弁にて着工[1]。
- 1900年（明治33年） - 魚津 - 湯上間着工[2]。
- 1902年（明治35年） - 鹿熊までの区間がほぼ完成[1]。
- 1993年（平成5年）5月11日 - 建設省から、県道金山谷田方町線が金山谷田方町線として主要地方道に指定される[3]。
- 2001年（平成13年）12月9日 - 金山谷バイパス開通[4]。

## 地理

### 通過する自治体
- 魚津市

### 交差する道路
- 富山県道67号宇奈月大沢野線（魚津市金山谷、起点）
- 新川広域農道
- 富山県道136号坪野湯上線（魚津市観音堂）
- 富山県道135号富山滑川魚津線（魚津市大光寺）
- 富山県道137号堀江魚津線（魚津市新角川）
- 富山県道332号大海寺新本町線（魚津市新宿、終点）
- 都市計画街路魚津中央線